# Ґладчин-Жондови (Мазовецьке воєводство)
Ґладчин-Жондови (пол. Gładczyn Rządowy) — село в Польщі, у гміні Затори Пултуського повіту Мазовецького воєводства.
Населення — 170 осіб (2011).
У 1975—1998 роках село належало до Остроленцького воєводства.

## Демографія
Демографічна структура станом на 31 березня 2011 року:
|          | Загалом | Допрацездатний вік | Працездатний вік | Постпрацездатний вік |
| -------- | ------- | ------------------ | ---------------- | -------------------- |
| Чоловіки | 87      | 22                 | 56               | 9                    |
| Жінки    | 83      | 18                 | 45               | 20                   |
| Разом    | 170     | 40                 | 101              | 29                   |